# Preston Point
Der Preston Point ist eine vereiste Landspitze vor der Küste des ostantarktischen Prinzessin-Elisabeth-Lands. Im Amery-Schelfeis markiert sie das nördliche Ende von Gillock Island.
Der US-amerikanische Geograph John Hobbie Roscoe (1919–2007) kartierte sie anhand von Luftaufnahmen der United States Navy, die im Rahmen der Operation Highjump (1946–1947) entstanden. Roscoe benannte die Landspitze nach John C. Preston Jr., Besatzungsmitglied bei den Aufklärungsflügen während dieser Operation zwischen dem 14. und 164. Grad östlicher Länge.